# L'applauso del cielo
L'applauso del cielo è un singolo dei Lost, primo estratto dall'album Allora sia buon viaggio, uscito il 4 maggio 2010.
Il singolo è stato inoltre scelto come colonna sonora del film di Herbert Simone Paragnani intitolato Una canzone per te con gli attori Emanuele Bosi, Michela Quattrociocche e Agnese Claisse.

## Il singolo
Il singolo è stato pubblicato il 24 aprile 2010 e ha riscosso un buon successo nelle classifiche italiane.

## Video
Il videoclip, diretto da Cosimo Alemà, è girato sulla terrazza del Palazzo dei Congressi di Roma.
Il video mostra un alternarsi di riprese del film Una canzone per te, e altre dove c'è Walter Fontana insieme alla Band che canta.

## Formazione
- Walter Fontana – voce
- Roberto Visentin – chitarra
- Filippo Spezzapria – batteria
- Luca Donazzan – basso